# Vida extraterrestre
Poderia a vida ter surgido em outro lugar?
Quais são os requisitos para a vida?
Existem exoplanetas semelhantes à Terra?
Quão provável é a evolução de vida inteligente?

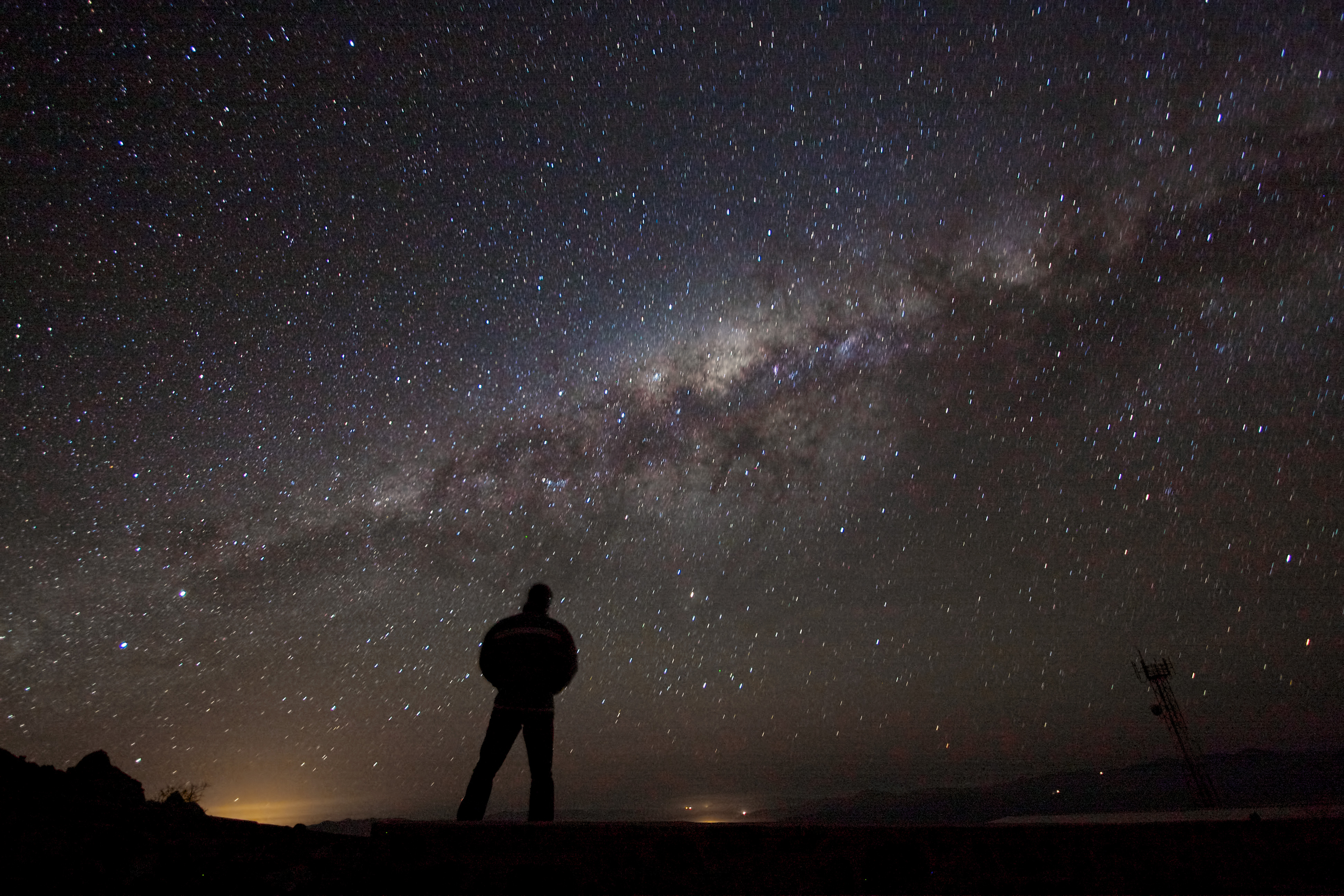
Um homem observando a Via Láctea e o universo a partir do deserto do Atacama, no Chile.

Vida extraterrestre ou extraterrena é a suposta vida  que não se origina a partir do planeta Terra. É também às vezes chamada de vida alienígena. Estas formas de vida, ainda hipotéticas, podem variar de organismos simples, como bactérias, até seres muito mais complexos do que os humanos. Também foi proposta a possibilidade de que vírus podem existir em meios extraterrestres.
O desenvolvimento e a pesquisa de hipóteses sobre vida extraterrestre é conhecido como "exobiologia" ou "astrobiologia", embora a astrobiologia também considere a vida baseada na Terra, em seu contexto astronômico. Muitos cientistas consideram que a vida extraterrestre é plausível, mas ainda não há nenhuma evidência direta de sua existência.
Desde meados do século XX, houve uma contínua busca por sinais de vida extraterrestre, desde radiotelescópios usados para detectar possíveis sinais de civilizações extraterrenas, até telescópios usados para procurar planetas extra-solares potencialmente habitáveis. O tema também desempenhou um papel importante em obras de ficção científica.

## Ciência
A hipótese de formas de vida alienígena, tais como bactérias, foi levantada a existir no Sistema Solar e em todo o universo. Esta hipótese baseia-se na vasta dimensão e nas leis físicas consistentes do universo observável. De acordo com este argumento, feito por cientistas como Carl Sagan e Stephen Hawking, seria improvável que a vida não existisse em algum lugar fora do planeta Terra. Este argumento é incorporado no princípio de Copérnico, que afirma que a Terra não ocupa uma posição única no universo, e no princípio da mediocridade, que sugere que não há nada de especial sobre a vida na Terra. A vida pode ter surgido de forma independente em muitos lugares em todo o Universo. Alternativamente a vida também pode se desenvolver com menos frequência, mas se espalhar entre planetas habitáveis através da panspermia ou exogênese. Em qualquer caso, as moléculas orgânicas complexas necessárias para a formação da vida podem ter se formado no disco protoplanetário de grãos de poeira ao redor do Sol antes da formação da Terra com base em estudos de modelos computacionais. De acordo com estes estudos, este mesmo processo também pode ocorrer em torno de outras estrelas que mantêm um sistema planetário. Entre os locais sugeridos em que a vida pode ter se desenvolvido no passado estão os planetas Vênus e Marte, em Europa, uma das luas de Júpiter, e em Titã e Encélado, duas das luas de Saturno. Em maio de 2011, os cientistas da NASA informaram que Encélado "está emergindo como o local mais habitável além da Terra no Sistema Solar para a vida como a conhecemos."
Desde os anos 1950, os cientistas têm promovido a ideia de que "zonas habitáveis" são os locais mais prováveis para a vida ser encontrada. Um estudo publicado em 2016 sugere que as nuvens estelares velhas podem ser os melhores lugares para uma civilização avançada sobreviver em uma galáxia. Estrelas de longa vida nestes aglomerados e a relativa facilidade de se "saltar" de um sistema estelar para o próximo poderia fornecer um espaço seguro para qualquer espécie tecnologicamente experiente que pode deixar sua casa e estabelecer postos avançados em torno de outras estrelas. Várias descobertas nesse tipo de zona desde 2007 têm estimulado estimativas sobre a frequências de habitats semelhantes à Terra, com números que chegam em muitos milhares de milhões. Até 2013, no entanto, apenas um pequeno número de planetas foram descobertos nestas zonas. Não obstante, em 4 de novembro de 2013, astrônomos relataram, com base em dados da missão espacial Kepler, que poderia haver cerca de 40 bilhões de planetas do tamanho da Terra que orbitam em zonas habitáveis das estrelas semelhantes ao Sol e anãs vermelhas apenas na Via Láctea, sendo que 11 bilhões deles podem estar orbitando estrelas semelhantes ao Sol. O planeta deste tipo mais próximo pode estar a 12 anos-luz de distância, de acordo com cientistas. Astrobiólogos têm também considerado "seguir a energia" de "potenciais habitats".

### Bases bioquímica e morfológica
Toda a vida na Terra é baseada em 26 elementos químicos. No entanto, cerca de 95% desta vida é construída sobre apenas seis desses elementos: carbono, hidrogênio, nitrogênio, oxigênio, fósforo e enxofre, abreviados como CHONPS. Estes seis elementos formam os "blocos de construção" básicos de praticamente toda a vida na Terra, enquanto a maioria dos elementos restantes são encontrados apenas em quantidades vestigiais.
A vida na Terra requer água como solvente em que as reações bioquímicas ocorrem. Quantidades suficientes de carbono e outros elementos, juntamente com a água, pode permitir a formação de organismos em outros planetas com uma composição química e uma faixa de temperatura semelhante à da vida na Terra. Os planetas rochosos, tais como Terra, são formados num processo que permite a possibilidade de que tenham composições semelhantes à da Terra.
Devido à sua abundância relativa e utilidade na manutenção da vida, muitos têm a hipótese de que as formas de vida em outros lugares do universo iriam utilizar estes mesmos materiais básicos para se formar. No entanto, outros elementos e solventes podem proporcionar uma base para a vida. Formas de vida baseadas em amônia (em vez de água) já foram sugeridas, embora esta solução pareça pior do que a água.
Do ponto de vista químico, a vida é fundamentalmente uma reação auto-replicante, mas que poderia surgir sob um grande número de condições e com vários ingredientes possíveis, embora carbono-oxigênio dentro da faixa de temperatura com água líquida pareça um ambiente mais propício. Sugestões foram feitas mesmo que as reações de auto-replicação de algum tipo pudessem ocorrer dentro do plasma de uma estrela, apesar de que isso seria muito pouco convencional. A vida na superfície de uma estrela de nêutrons, com base em reações nucleares, também foi sugerida. No entanto, a comunicação com tais criaturas seria difícil porque as escalas de tempo envolvidas são muito mais rápidas.
Várias ideias pré-concebidas sobre as características da vida fora da Terra têm sido questionadas. Por exemplo, um cientista da NASA sugere que a cor de pigmentos fotossintetizantes de vida hipotética em planetas extrasolares pode não ser verde.
A tentativa de definir características limitadas desafia certas noções sobre necessidades morfológicas. Esqueletos, que são essenciais para grandes organismos terrestres de acordo com os especialistas do campo da biologia gravitacional, são quase certos de que são replicados em outros lugares do universo, de uma forma ou de outra. A suposição da diversidade radical entre extraterrestres putativos ainda não está assentada. Enquanto muitos exobiólogos afirmem que a natureza extremamente heterogênea da vida na Terra prenuncia uma variedade ainda maior no espaço exterior, outros apontam que a evolução convergente pode ditar similaridades substanciais entre a vida na Terra e a extraterrestre. Estas duas escolas de pensamento são chamados de "divergionista" e "convergionista", respectivamente.

### Pesquisa direta

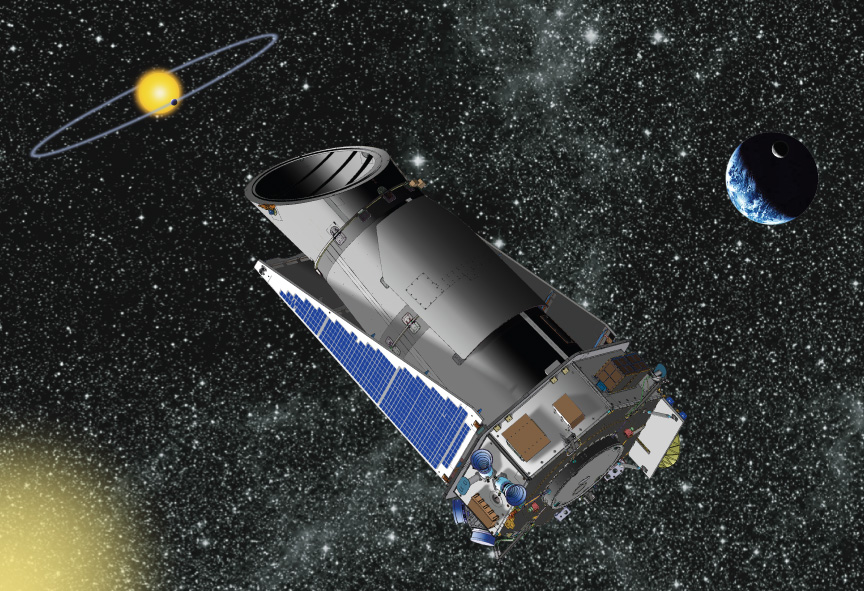
A sonda espacial Kepler, da NASA, que tem o objetivo de encontrar exoplanetas.

Os cientistas estão procurando diretamente bioassinaturas dentro do Sistema Solar, com a realização de estudos sobre a superfície de Marte e de meteoros que caíram na Terra. No momento, não existe nenhum plano concreto para a exploração de Europa em busca de vida. Em 2008, uma missão conjunta da NASA e da Agência Espacial Europeia (ESA - sigla em inglês) foi anunciada que teria estudos que incluíam Europa. No entanto, em 2011 a NASA foi forçada a despriorizar a missão devido a uma falta de financiamento e é possível que a ESA vá assumir a missão sozinha.
Há alguma evidência limitada que vida microbiana pôde possivelmente existir (ou ter existido) em Marte. Uma pesquisa informal conduzida na conferência em que a Agência Espacial Europeia apresentou as suas conclusões sobre o metano na atmosfera de Marte e indicou que 75% das pessoas presentes concordaram que as bactérias já viveram em Marte. Em novembro de 2011, a NASA lançou a sonda Mars Science Laboratory (MSL), que é projetada para procurar evidências passadas ou presentes de habitabilidade em Marte, usando uma variedade de instrumentos científicos. A MSL pousou em Marte na cratera Gale, em agosto de 2012.

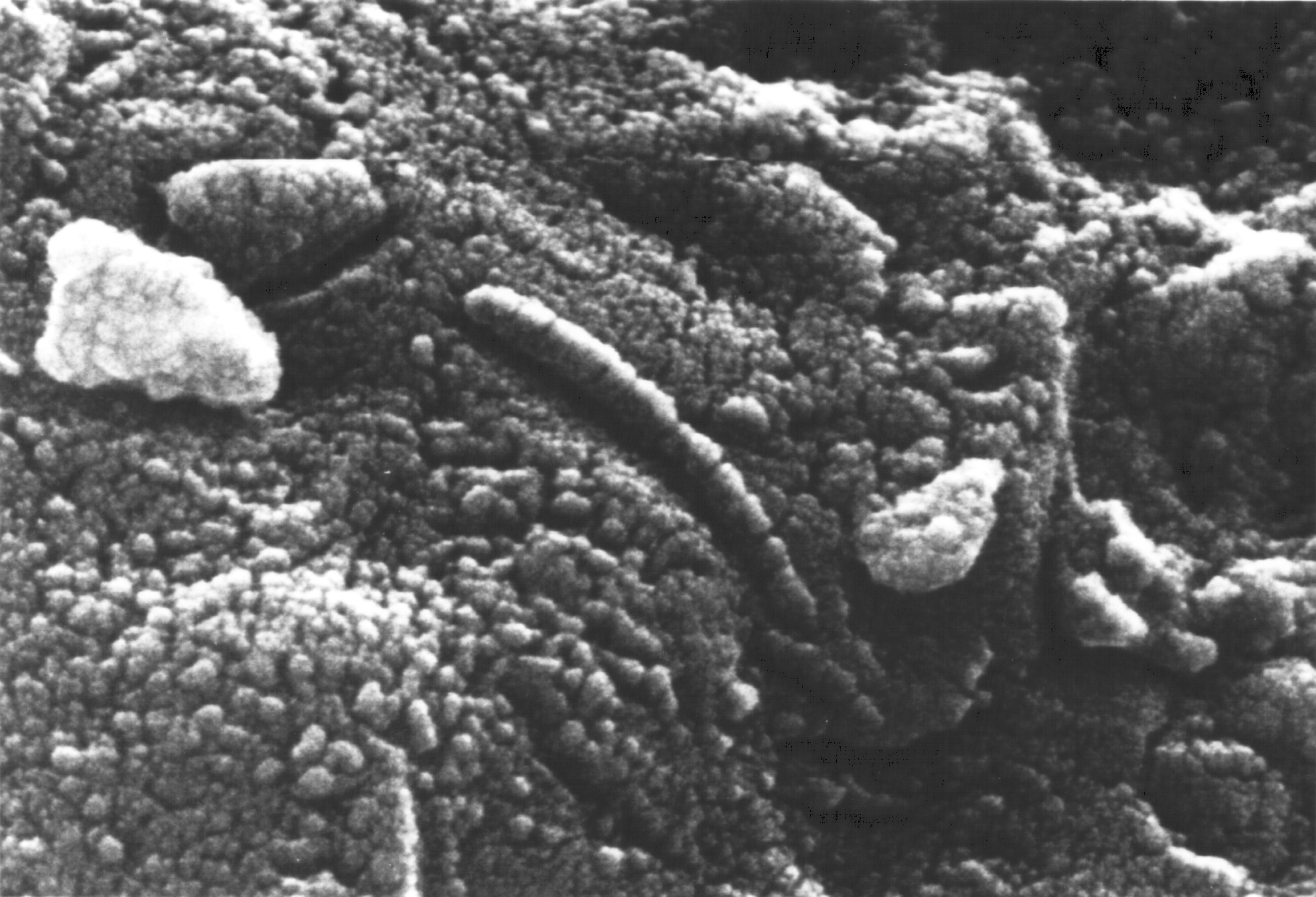
Micrografia eletrônica do meteorito marciano ALH84001, que mostra estruturas que alguns cientistas acreditaram que poderiam ser bactérias fossilizadas.

Em agosto de 2011, as descobertas da NASA, com base em estudos de meteoritos encontrados na Terra, sugere componentes de DNA e RNA (adenina, guanina e moléculas orgânicas relacionadas), os "blocos de construção" para a vida como a conhecemos, podem ser formados em ambientes extraterrestres no espaço sideral. Em outubro de 2011, os cientistas relataram que a poeira cósmica contém matéria orgânica complexa ("sólidos orgânicos amorfos com uma estrutura aromática-alifáticos mista"), que podem ser criados naturalmente e rapidamente por estrelas. Um dos cientistas sugerem que estes compostos podem ter sido relacionados com o desenvolvimento da vida na Terra disse que, "se este for o caso, a vida na Terra pode ter começado mais fácil, visto que estes produtos orgânicos podem servir como ingredientes básicos para a vida."
Em agosto de 2012, os astrônomos da Universidade de Copenhague relataram a detecção de uma molécula de açúcar específica, glicolaldeído, em um planeta localizado em um sistema de estrelas distantes. A molécula foi encontrada em torno das protoestrelas binárias IRAS 16293-2422, que estão localizadas a 400 anos-luz da Terra. O glicolaldeído é necessário para formar o ácido ribonucleico, ou RNA, que tem função semelhante ao DNA. Esta constatação sugere que moléculas orgânicas complexas podem se formar em sistemas estelares antes da formação dos planetas e, eventualmente, entrar no planetas jovens no início de sua formação.
Em setembro de 2012, os cientistas da NASA informaram que hidrocarbonetos aromáticos policíclicos (PAHs - sigla em ingês), submetidos às condições do meio interestelar, são transformados, através de hidrogenação, oxigenação e hidroxialquilação, em produtos orgânicos mais complexos - "um passo no caminho para aminoácidos e nucleotídeos, as matérias-primas de proteínas e do DNA, respectivamente." Além disso, como um resultado destas transformações, os PAH perdem a sua assinatura espectroscópica, o que pode ser uma das razões para a "falta de detecção de PAH no gelo da poeira cósmica, em especial as regiões exteriores frias, com nuvens densas ou nas camadas moleculares superiores de discos protoplanetários."
Em 21 de fevereiro de 2014, a NASA anunciou um banco de dados bastante atualizado para acompanhar os hidrocarbonetos aromáticos policíclicos no universo. De acordo com os cientistas, mais do que 20% do carbono no universo pode ser associados com os PAHs, possíveis materiais de partida para a formação de vida. O PAHs parecem ter sido formadas logo após o Big Bang, estão espalhados por todo o universo e estão associados a novas estrelas e planetas extrasolares.

### Pesquisa indireta

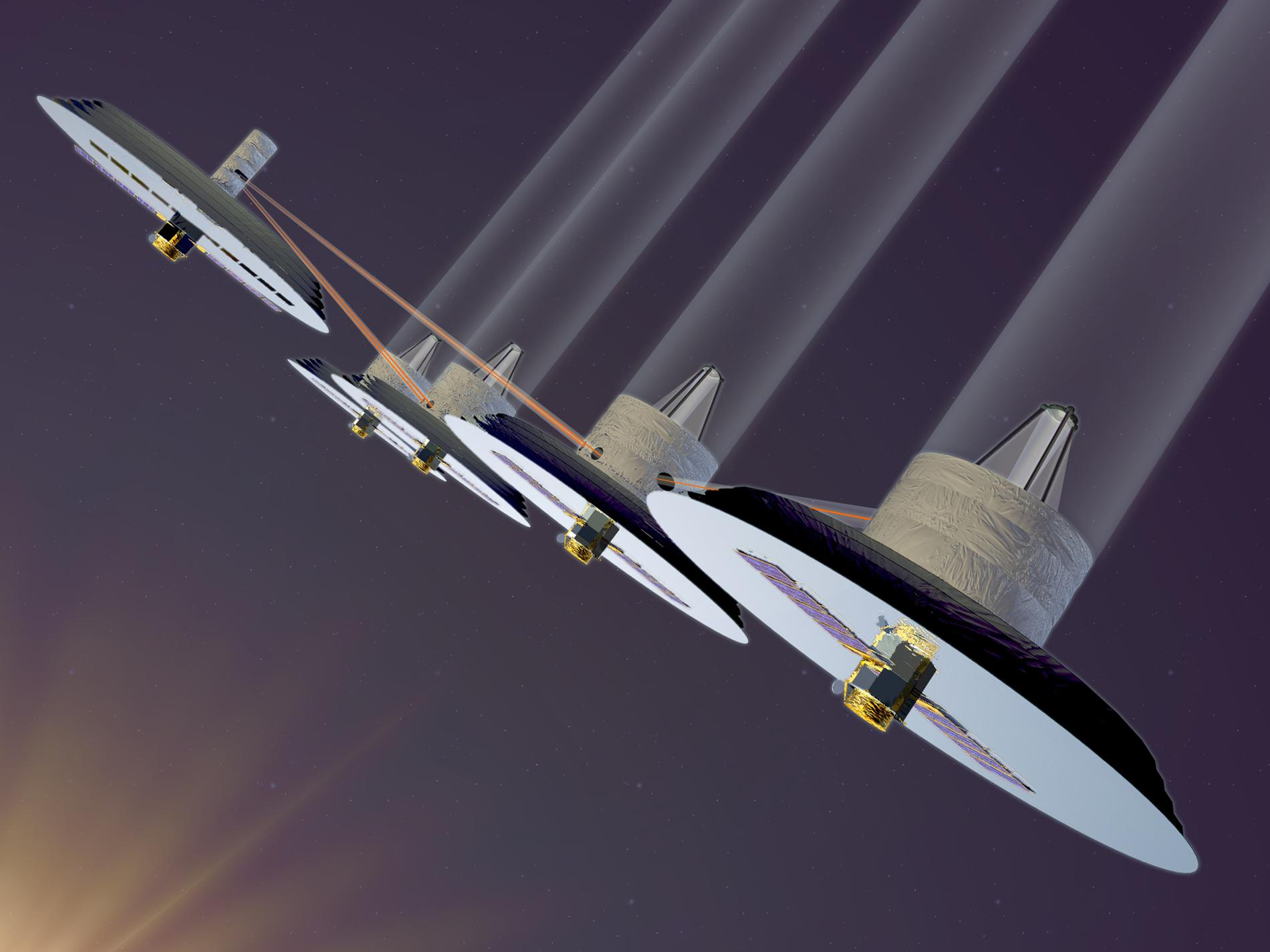
Sonda Terrestrial Planet Finder cujo objetivo é detectar planetas como a Terra.

No início de 1990, a NASA foi convidada a participar do projeto SETI, com uma pesquisa orientada planejada para vasculhar todo o universo. No entanto, o senador Richard Bryan, de Nevada, cortou o financiamento para o projeto e nenhuma pesquisa semelhante ocorreu desde então. O fracasso do programa SETI em detectar um sinal de rádio inteligente depois de décadas de esforços, tem esmaecido, pelo menos parcialmente, o otimismo predominante do começo da era espacial na busca por vida alienígena. Nas palavras de Frank Drake, do SETI, "tudo o que sabemos com certeza é que o céu não está repleto de poderosos transmissores de microondas". Drake observou que é perfeitamente possível que os sinais de tecnologias de comunicação mais avançadas pode estar sendo ativada de alguma outra forma além da transmissão de rádio convencional. O programa SETI não é o resultado de uma busca contínua e dedicada, mas utiliza os recursos e mão-de-obra que pode e quando pode. Além disso, o programa SETI só procura por uma gama limitada de frequências.
Alguns levantaram a hipótese de que civilizações muito avançadas podem criar buracos negros artificiais como fonte de energia ou como método de eliminação de resíduos. Assim, eles sugerem que a observação de um buraco negro com uma massa inferior a 3,5 massas solares, o limite mínimo teórico de massa para que um buraco negro ocorra naturalmente, seria uma evidência de uma civilização alienígena.
Os astrônomos descobriram uma outra maneira de procurar a vida no cosmos. Raios violentos de radiação ultravioleta de sóis vermelhos podem ajudar a descobrir biosferas ocultas. Sua radiação pode desencadear um brilho protetor da vida em exoplanetas chamado de biofluorescência.

### Exoplanetas
Astrônomos procuram exoplanetas (ou planetas extrassolares) que podem ser propícios à vida, estreitando a busca para planetas rochosos que orbitem dentro da zona habitável de suas respectivas estrelas. Desde 1992, centenas de planetas em torno de outras estrelas na Via Láctea foram descobertos. Em 14 agosto de 2014, o Extrasolar Planets Encyclopaedia identificou 1 815 planetas extrassolares. Os planetas extrassolares variam muito em tamanho e vão desde a planetas rochosos semelhantes à Terra, até gigantes gasosos maiores do que Júpiter. Espera-se que o número de exoplanetas observados aumente consideravelmente nos próximos anos. Como a sonda Kepler precisa ver três trânsitos estelares por cada exoplaneta antes de identificá-lo como candidato a planetas, até agora ela apenas foi capaz de identificar planetas que orbitam sua estrela a uma taxa relativamente rápida. A missão deverá continuar pelo menos até 2016, tempo em que se espera que muitos mais candidatos a exoplanetas sejam encontrados.

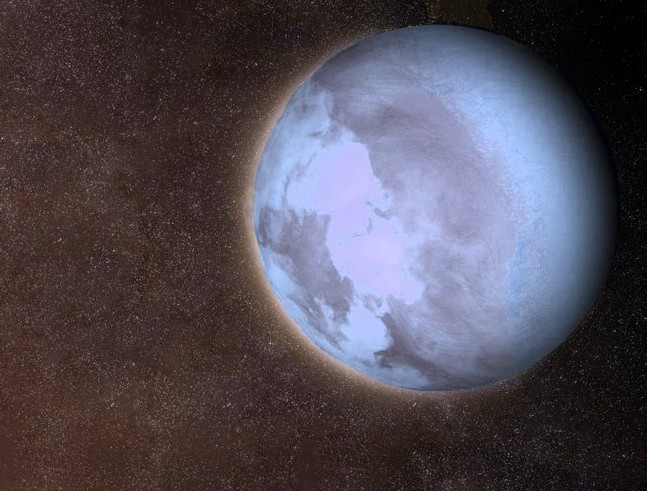
Concepção artística de Gliese 581 c, o primeiro planeta extrassolar rochoso descoberto na zona habitável de sua estrela.

Em 24 de abril de 2007, os cientistas do Observatório Europeu do Sul em La Silla, no Chile, disseram que tinham encontrado o primeiro planeta parecido com a Terra. O planeta, conhecido como Gliese 581 c, orbita dentro da zona habitável de sua estrela, a Gliese 581, uma anã vermelha que está a 20,5 anos-luz (194 trilhões de km) da Terra. Pensou-se inicialmente que este planeta poderia conter água líquida, mas simulações computacionais recentes do clima em Gliese 581 c feitas por Werner von Bloh e sua equipe no Instituto Alemão para Pesquisa do Impacto Climático sugeriram que o dióxido de carbono e o metano na atmosfera criariam um aumento do efeito estufa. Isso aqueceria o planeta bem acima do ponto de ebulição da água (100 graus Celsius), o que desestimula as esperanças de encontrar vida.
Como resultado de modelos de efeito estufa, os cientistas estão agora voltando sua atenção para Gliese 581 d, que fica fora da zona habitável tradicional da estrela. Em maio de 2011, os pesquisadores previram que Gliese 581 d, não só está na "zona habitável", onde a água pode estar presente sob a forma líquida, mas é grande o suficiente para ter uma atmosfera de dióxido de carbono estável e "quente o suficiente para ter oceanos, nuvens e precipitação ", segundo o Centro Nacional de França para a Investigação Científica. Em dezembro de 2011, a NASA confirmou que Kepler-22b, distante 600 anos-luz, tem 2,4 vezes o raio da Terra e é, potencialmente, o planeta mais próximo da Terra em termos de tamanho e temperatura.
Desde 30 de dezembro de 2024 de 2018, existem 7387 exoplanetas em 5069 sistemas, com 1030 sistemas tendo mais de um planeta.

## Impacto cultural

### Religião

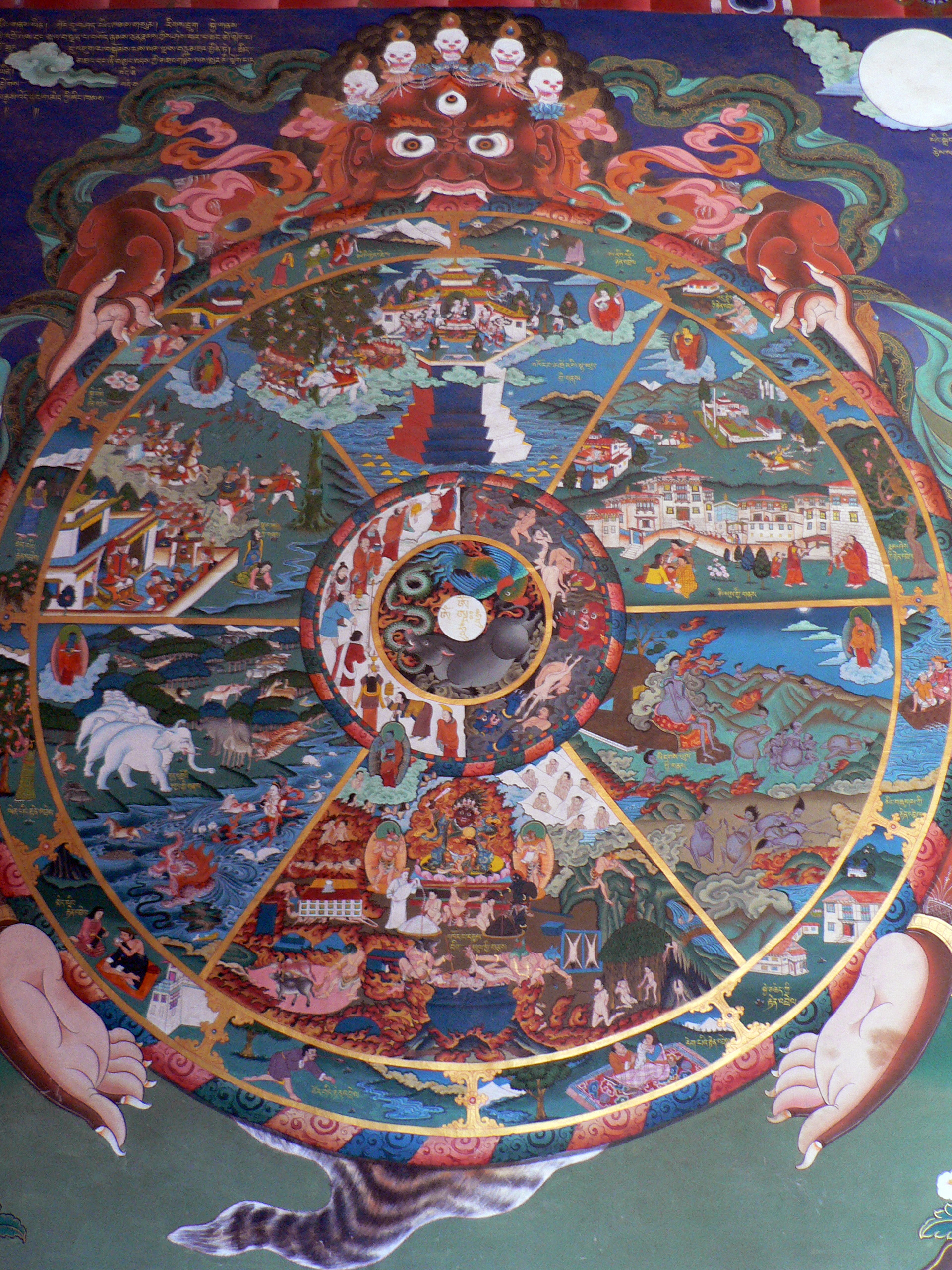
Pintura tradicional tibetana ilustrando a roda da vida e os reinos saṃsāra

Crenças budistas e hindus sobre ciclos infinitos e repetidos de vida chamados Samsara levaram a descrições sobre a existência de mundos múltiplos e que mantém contatos mútuos (palavra sânscrita sampark (सम्पर्क) significa "contato", como em Mahasamparka (महासम्पर्क) = "o grande contato"). De acordo com escrituras budistas e hindus, existem inúmeros universos. O Talmud judaico afirma que existem pelo menos 18 mil outros mundos, mas fornece pouca elaboração sobre a natureza desses mundos, ou sobre se são físicos ou espirituais. Com base nisso, no entanto, o Sefer HaB'rit, do século XVIII, postula que existem criaturas extraterrestres e que algumas podem possuir inteligência. Acrescenta que os seres humanos não devem esperar que as criaturas de outros mundos se assemelhem com a vida terrestre, assim como as criaturas do mar não se assemelham com os animais terrestres.
De acordo com a Ahmadiyya uma referência mais direta do Corão apresentada por Mirza Tahir Ahmad como uma prova de que a vida em outros planetas pode existir de acordo com o livro sagrado islâmico. Em seu livro, Revelation, Rationality, Knowledge & Truth, ele cita o versículo 42:29: "E entre os Seus sinais está a criação dos céus e da terra, e de todas as criaturas vivas (da'bbah) ..."; de acordo com este verso há uma vida nos céus. De acordo com o mesmo verso: "E Ele tem o poder de reuni-los (jam-'i-him), quando Ele o fará"; indica a aproximação da vida na Terra com a vida em outros lugares do Universo. O verso não especifica o tempo ou o lugar desta reunião, mas afirma que este evento certamente vai acontecer quando Deus assim o desejar. Deve-se salientar que o termo árabe Jam-i-him, usado para expressar o evento do encontro, pode implicar um encontro físico ou um contato através da comunicação.
Quando o cristianismo se espalhou por todo o Ocidente, o sistema ptolomaico tornou-se amplamente aceito e, embora a Igreja nunca tenha emitido qualquer pronunciamento formal sobre a questão da vida extraterrestre, pelo menos tacitamente, a ideia era aberrante. Em 1277, o bispo de Paris, Étienne Tempier, retrucou Aristóteles em um ponto: Deus poderia ter criado mais de um mundo (dada sua onipotência). Notavelmente, o cardeal Nicolau de Kues especulou sobre alienígenas na Lua e no Sol.
Desde a década de 1830, os Santos dos Últimos Dias acreditam que Deus criou e vai criar muitos planetas, como a Terra em que os seres humanos vivem. Eles acreditam que todas esses povos são filhos de Deus. Joseph Smith Jr., o fundador da Igreja de Jesus Cristo dos Santos dos Últimos Dias, ensinou que Deus revelou esta informação a Moisés e que o relato da Criação escrito por Moisés correspondia apenas a "nossa" terra. Não há nenhuma doutrina oficial relacionada com o local desses planetas habitados.

### História
Na antiguidade, era comum a assumir um cosmos que consiste de "muitos mundos" habitados por formas de vida inteligentes, não humanas, mas tais "mundos" eram mitológicos e criados sem a compreensão heliocêntrica do sistema solar, ou a compreensão do Sol como uma entre incontáveis estrelas.

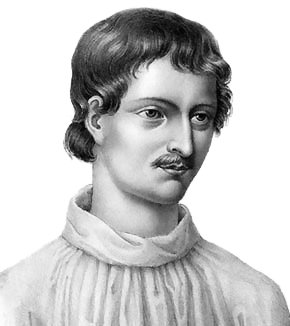
Giordano Bruno, criador da obra De l'Infinito Universo et Mondi, 1584

Houve uma mudança dramática no pensamento iniciado pela invenção do telescópio e pela desconstrução feita por Copérnico da cosmologia geocêntrica. Uma vez que ficou claro que a Terra era apenas mais um planeta entre inúmeros corpos no universo, a teoria de vida extraterrestre começou a se tornar um tópico na comunidade científica. O proponente do início da era moderna mais conhecido de tais ideias foi o filósofo italiano Giordano Bruno, que defendeu no século XVI a ideia de um universo infinito em que cada estrela é cercada por seu próprio sistema planetário. Bruno escreveu que outros mundos "não têm menos força, nem uma natureza diferente da nossa terra" e, como a Terra, "contém animais e habitantes".
As especulações sobre a vida em Marte aumentaram no final do século XIX, após a observação telescópica por alguns observadores de canais marcianos aparentes — que foram, contudo, rapidamente considerados ilusões óticas. Apesar disso, em 1895, o astrônomo estadunidense Percival Lowell publicou seu livro Mars, seguido por Mars and its Canals de 1906, uma proposta de que os canais eram obra de uma antiga civilização marciana há muito desaparecida. Uma análise espetroscópica da atmosfera de Marte começou em 1894, quando o astrônomo americano William Wallace Campbell mostrou que nem água nem oxigênio estavam presentes na atmosfera do planeta vermelho.
O gênero de ficção científica, embora não chamado assim na época, se desenvolve durante o final do século XIX. Júlio Verne, em sua obra De la Terre à la Lune (1865) e sua sequência, Autour de la Lune (1869), apresenta uma discussão sobre a possibilidade de vida na Lua, mas com a conclusão de que o corpo celeste é estéril. Estórias envolvendo extraterrestres são encontradas em Edison's Conquest of Mars (1897), de Garrett P. Serviss. Em A Guerra dos Mundos, de H. G. Wells, publicado em 1898, está o início da ideia popular da "invasão marciana" da Terra, que teve destaque na cultura pop do século XX. A transmissão radiofônica do romance de Wells, feita em 1938 por Orson Welles na rede CBS Radio, levou à indignação porque supostamente sugeria a muitos ouvintes que uma invasão marciana estava realmente em andamento. O filme E.T. the Extra-Terrestrial, lançado em 1982 e dirigido por Steve Spielberg, tornou-se uma das maiores bilheterias da história do cinema. Wells ainda mostraria habitantes da Lua em The First Men in the Moon (1901), De la Terre à la Lune e The First Men in the Moon inspirariam o filme Le Voyage dans la lune de Georges Méliès (1902).
Em 2000, o geólogo e paleontólogo Peter Ward e o astrobiólogo Donald Brownlee publicaram um livro intitulado Rare Earth: Why Complex Life is Uncommon in the Universe. Na obra, discutiram a Hipótese da Terra rara, em que reivindicam que a vida como a que existe na Terra é um fenômeno raro no universo, enquanto que a vida microbiana é mais comum. Ward e Brownlee estão abertos à ideia da evolução em outros planetas que não é baseada em características semelhantes às essenciais na Terra (como DNA e carbono).

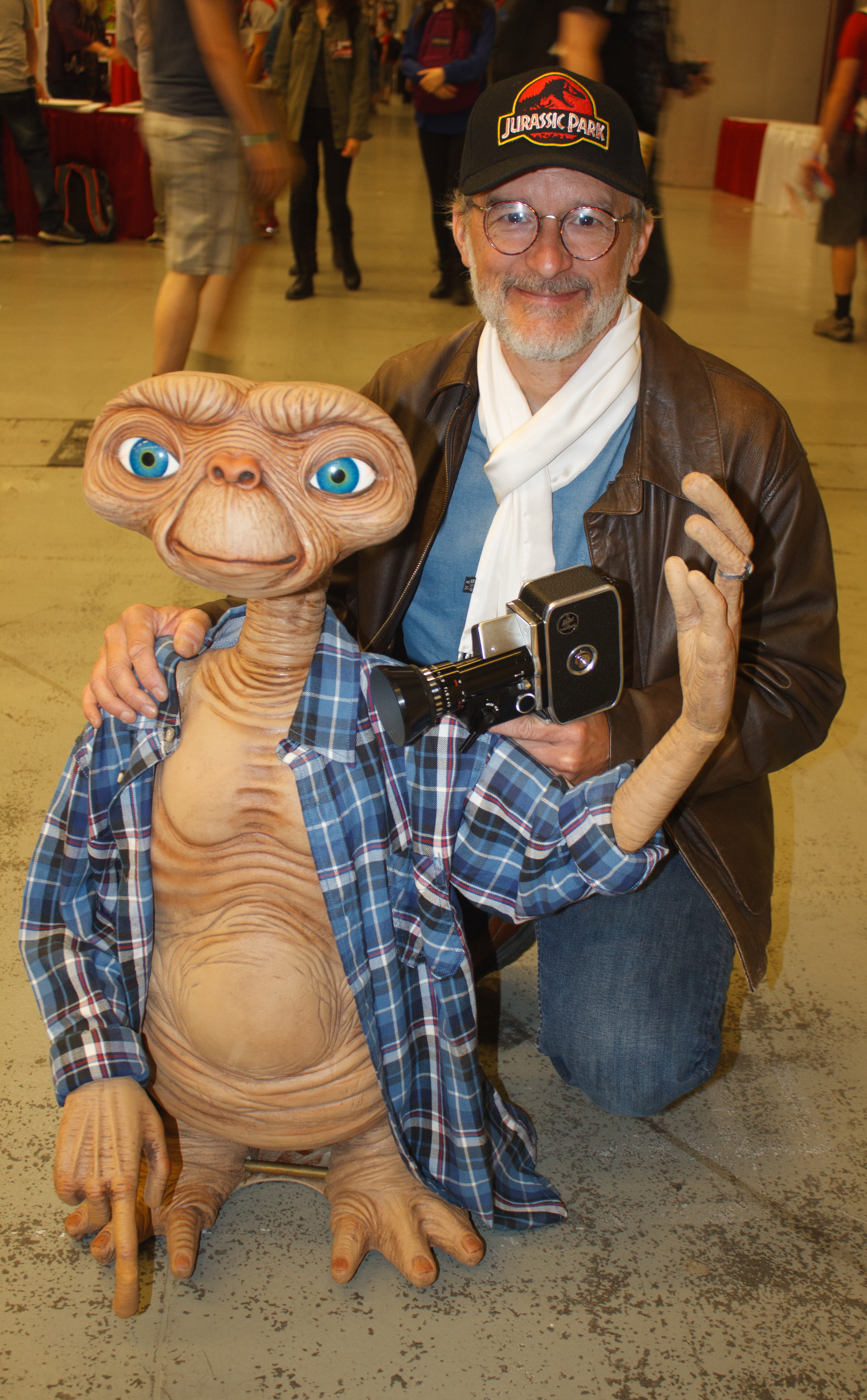
Steven Spielberg com uma réplica do alienígena mostrado no filme E.T. the Extra-Terrestrial (1982).

Em novembro de 2011, a Casa Branca divulgou uma resposta oficial a duas petições pedindo ao governo dos Estados Unidos reconhecer formalmente que os extraterrestres têm visitado a Terra e divulgasse qualquer evidência de interação intencional do governo com seres extraterrestres. De acordo com a resposta: "O governo dos Estados Unidos não tem nenhuma evidência de que qualquer vida exista fora do nosso planeta, ou que uma presença extraterrestre tenha contatado ou engajado qualquer membro da raça humana". Além disso, de acordo com a resposta, "não há informação credível que sugira que qualquer evidência está sendo escondida dos olhos do público". A resposta observou ainda que esforços, como o SETI, o telescópio espacial Kepler e o rover Mars Science Laboratory da NASA, continuam à procura de sinais de vida extraterrestre. A resposta referiu que "as probabilidades são muito altas" de que pode haver vida em outros planetas, mas "as chances de nós fazermos contato com qualquer uma delas, especialmente as que são inteligentes, são extremamente pequenas, dadas as distâncias".
Em 2010, o famoso físico teórico Stephen Hawking advertiu que os seres humanos não deveriam tentar contatar formas de vida alienígenas. Ele alertou que civilizações extraterrestres podem saquear a Terra por recursos naturais. "Se os alienígenas nos visitarem, o resultado seria parecido a quando Colombo desembarcou na América, o que não deu muito certo para os nativos americanos", disse. Jared Diamond também manifestou preocupações similares. Cientistas da NASA e da Universidade Estadual da Pensilvânia publicaram um artigo em abril de 2011 abordando a questão: "será que entrar em contato com extraterrestres seria algo benéfico ou prejudicial para a humanidade?". O documento descreve os cenários positivos, negativos e neutros para esse contato.
Em 09 de maio de 2013, uma audiência congressional feita por dois subcomitês da Câmara dos Representantes dos Estados Unidos discutiu a descoberta de exoplanetas, que foi motivada pelo descobrimento de Kepler-62f, junto com Kepler-62e e Kepler-62c. Uma edição especial relacionada da revista Science, publicada anteriormente, descreveu a descoberta dos exoplanetas. Em 17 de abril de 2014, a descoberta de um exoplaneta com um tamanho semelhante ao da Terra, o Kepler-186f, distante 500 anos-luz, foi anunciada publicamente e foi a primeira descoberta de um planeta do tamanho da Terra que orbita dentro de uma zona habitável e que, hipoteticamente, pode conter água em sua superfície.

### OVNIs

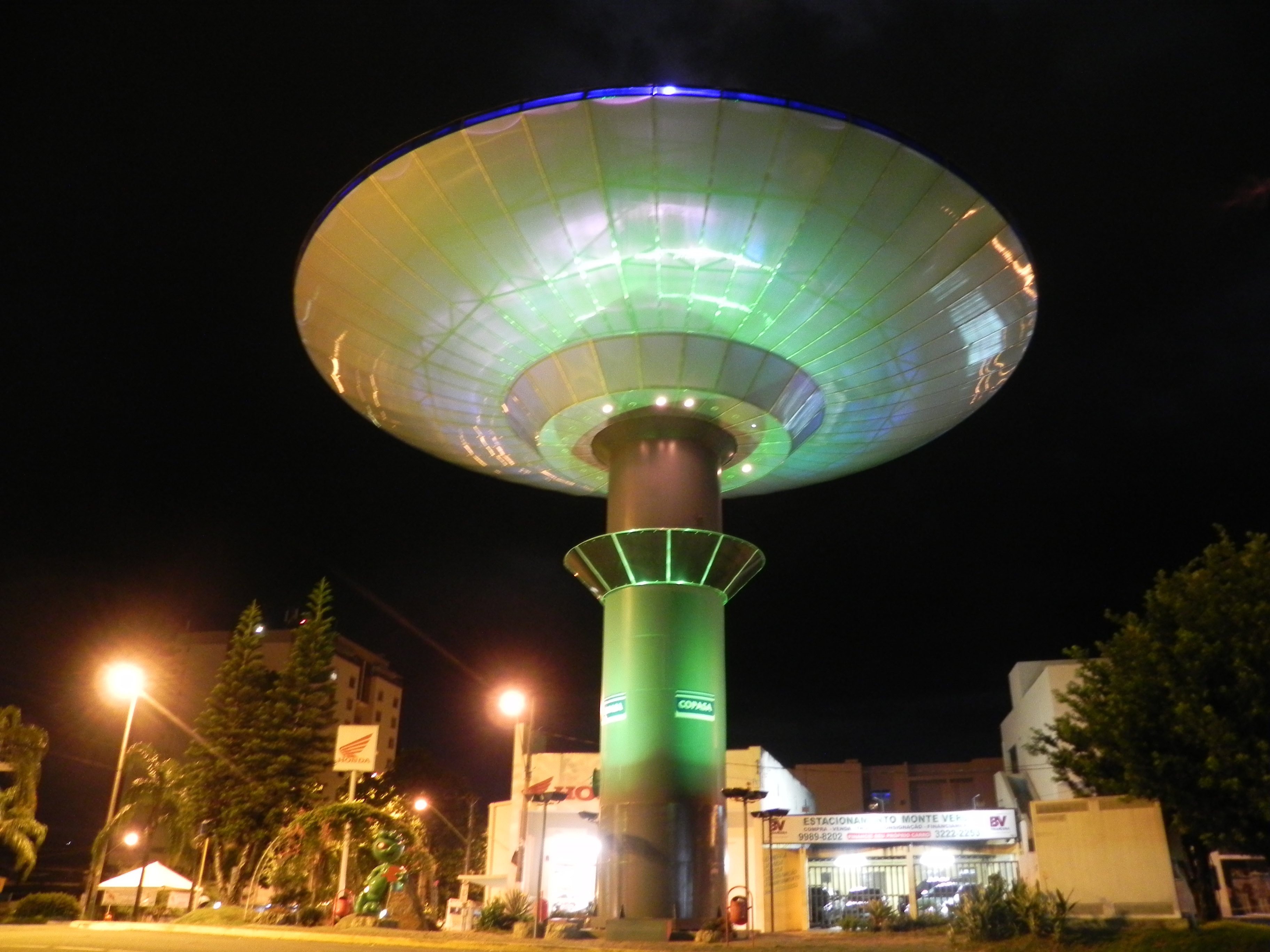
Torre de água em formato de disco voador em Varginha, Minas Gerais, Brasil. O município é famoso por conta do incidente de 1996.

Não há qualquer evidência amplamente aceita que corrobore a existência de vida extraterrestre; no entanto, várias reivindicações controversas já foram feitas. A crença de que alguns objetos voadores não identificados (OVNIs) podem ter origem extraterrestre e alegações de abdução alienígena são rejeitadas pela maior parte da comunidade científica. A grande maioria dos relatos de OVNIs podem ser explicados por avistamentos de aeronaves humanas, fenômenos atmosféricos ou objetos astronômicos conhecidos; ou são apenas hoaxes.
Após o Caso Roswell, ocorrido em 1947 na localidade de Roswell, no Novo México, Estados Unidos, várias teorias conspiratórias sobre a presença de seres extraterrestres no planeta Terra se tornaram um fenômeno cultural generalizado no país durante a década de 1940 e no início da era espacial na década de 1950, o que foi acompanhado por uma onda de relatos de avistamentos de OVNIs. A sigla "OVNI" foi criada em 1952, no contexto da enorme popularidade do conceito de "discos voadores", logo após o avistamento de um OVNI pelo piloto Kenneth Arnold em 1947, em Washington.

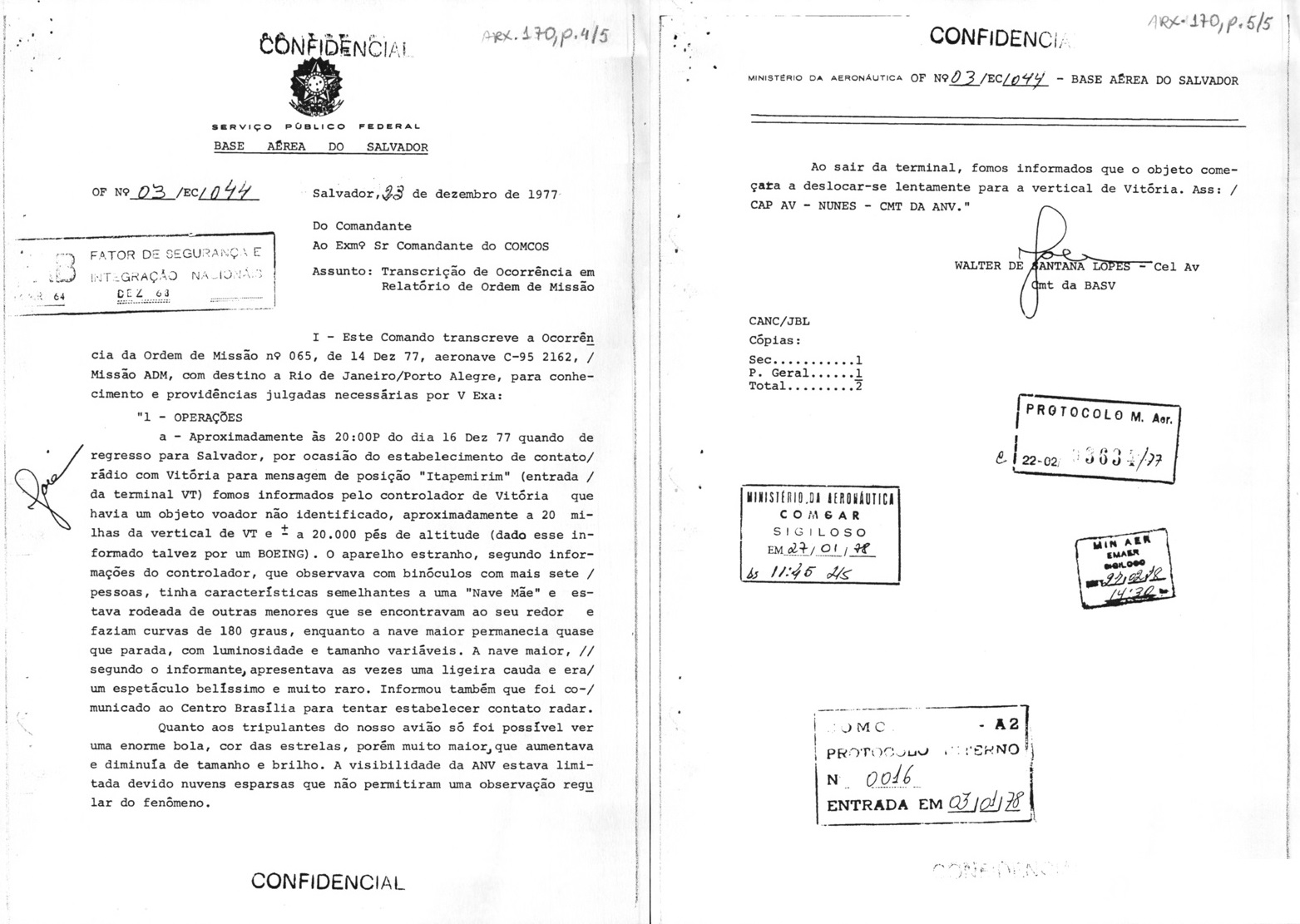
Registro de avistamento de OVNI ocorrido em dezembro de 1977, na Bahia. Arquivo Nacional

No Brasil, casos envolvendo OVNIs ou supostas aparições de seres extraterrestres também tornaram-se mais frequentes depois de Roswell. Um dos casos mais famosos foi o da "Operação Prato", o nome dado a uma operação realizada pela Força Aérea Brasileira (FAB) em 1977 e 1978, através do Comando Aéreo Regional em Belém, para verificar a ocorrência de fenômenos desconhecidos que envolviam luzes que supostamente tinham um comportamento hostil e que eram relatadas pela população do município de Colares, no norte do estado do Pará. Outro caso bastante conhecido no país é o do Incidente de Varginha, em 1996, quando moradores do município de Varginha, Minas Gerais, alegaram terem visto os corpos de três seres alienígenas. Três jovens da cidade ainda mantêm a versão de que teriam visto um dos seres ainda com vida.